# Weeekly
Weeekly (кор. 위클리) — південнокорейський жіночий гурт під керівництвом IST Entertainment (раніше Play M Entertainment). Цей гурт став другим жіночим гуртом Play M Entertainment за 10 років після Apink. Гурт складається з шести учасниць: Суджін, Мандей, Соин, Лі Чже Хі, Джіхан і Зоа. Гурт дебютував 30 червня 2020 року з дебютним мініальбомом We Are. Сьома учасниця гурту Джіюн покинула гурт 1 червня 2022 року.

## Назва
Назва гурту Weeekly символізує те, що кожна учасниця відповідає за один з днів тижня. Що є відсилкою до крилатої фрази — «кожен день приносить новий і особливий тиждень».

## Кар'єра

### До дебюту
Суджін, Джиюн і Соун були учасницями шоу на виживання YG Entertainment і JTBC Mix Nine, причому Суджин була «видатним обличчям» серед жінок-учасниць на початкових етапах запуску шоу. Однак 8 січня 2018 року Суджін покинула шоу після травми внаслідок дорожньо-транспортної пригоди та перенесла термінову операцію.
У жовтні 2018 року Fave Entertainment оголосила про свої плани створити новий жіночий гурт, який мав тимчасову назву Fave Girls (кор. 페이브 걸즈, стилізовано FAVE GIRLS). До складу ввійшли Суджін, Джіюн, Мандей, Соин і Джехі. Пізніше гурт був названий PlayM Girls (кор. 플레이엠 걸즈), що сталося після злиття Plan A Entertainment і Fave Entertainment. За підсумками чого була створена компанія Play M Entertainment 1 квітня 2019 року.

### 2020: дебют ізWe AreтаWe Can
8 травня 2020 року Play M Entertainment оголосили, що PlayM Girls дебютують у червні. 11 травня було оголошено нову назву гурту Weeekly, а також представлені всі сім учасниць гурту та їхні фотографії. 12 червня було оголошено, що дебютний мініальбом гурту We Are буде випущений 30 червня.
30 червня було випущено кліп на головний сингл «Tag Me (@Me)» за 18 годин до виходу мініальбому. Пізніше We Are було випущено в цифровому вигляді, Джіюн брала участь у написанні двох пісень мініальбому. Того ж дня гурт провів прес-презентацію. Спочатку гурт також мав дебютувати наживо через V Live, але пожежа, що спалахнула поблизу місця проведення шоукейсу, призвела до його скасування. Музичне відео на пісню «Tag Me (@Me)» набрало 10 мільйонів переглядів за перші 7 днів, тоді як було продано понад 10 000 копій мініальбому протягом перших 8 днів.
Гурт виконав пісню «Boom Chi Ki (붐 치키)» на шоу KakaoTV Wannabe Ryan. Сингл був випущений у цифровому вигляді 25 вересня . 28 вересня Корейський форум споживачів присудив Weeekly нагороду «Female Rookie of the Year», використовуючи дані опитування понад 550 000 корейців.
13 жовтня група випустила свій другий мініальбом We Can, який містить головний сингл «Zig Zag». 15 жовтня відбувся їхній дебют на сцені під час виконання пісні на шоу M Countdown. Хореографія відрізнялася інтеграцією 10-фунтових кубиків у танець, які учасниці штовхали по сцені. Пісня набрала 10 мільйонів переглядів на YouTube за 4 дні, побивши попередній рекорд.

### 2021:We PlayтаPlay Game: Holiday
17 березня гурт випустив свій третій мініальбом We Play з «After School» як головним синглом.
28 травня гурт випустив сингл «7Days Tension» у співпраці з південнокорейським брендом окулярів Davich.
Гурт випустив свій четвертий мініальбом Play Game: Holiday 4 серпня, головним синглом якого стала композиція «Holiday Party».

### 2022:Play Game: Awake,Шін Джі Юн залишає гурт
28 лютого 2022 року було оголошено, що Шин Джи Юн тимчасово бере перерву через напругу та тривогу.
7 березня гурт випустив свій перший сингл-альбом Play Game: Awake, головним синглом якого є «Ven Para».
1 червня 2022 року було підтверджено, що Шін Джіюна покине гурт через тривожний розлад, і що Weeekly продовжуватиме працювати як гурт з шести учасниць.

## Рекламні контракти
11 травня 2021 року Weeekly було обрано рекламними моделями для контактних лінз Tension 7-Day Lens корейського бренду окулярів Davich Optical Chain.
У серпні 2021 року Лі Су Джін було обрано послом 23-го Міжнародного анімаційного фестивалю Пучхон (BIAF2021), який проходитиме з 22 по 26 жовтня 2021 року.

## Учасниці
| Сценічний псевдонім | Сценічний псевдонім | Сценічний псевдонім | Справжнє ім'я | Справжнє ім'я | Справжнє ім'я | Дата народження           | Позиція у гурті                                           |
| Українською         | Латиницею           | Хангилем            | Українською   | Латиницею     | Хангилем      | Дата народження           | Позиція у гурті                                           |
| ------------------- | ------------------- | ------------------- | ------------- | ------------- | ------------- | ------------------------- | --------------------------------------------------------- |
| Лі Суджін           | Lee Soojin          | 이수진              | Лі Суджін     | Lee Soojin    | 이수진        | 12 грудня 2001 (23 роки)  | Лідерка, головна танцюристка, саб-вокалістка, саб-реперка |
| Мондей              | Monday              | 먼데이              | Кім Чімін     | Kim Ji Min    | 김지민        | 10 травня 2002 (22 роки)  | Головна вокалістка, головна танцюристка, саб-реперка      |
| Пак Соин            | Park Soeun          | 박소은              | Пак Соин      | Park Soeun    | 박소은        | 26 жовтня 2002 (22 роки)  | Головна танцюристка, провідна вокалістка                  |
| Лі Джехі            | Lee Jaehee          | 이재희              | Лі Джехі      | Lee Jaehee    | 이재희        | 18 березня 2004 (21 рік)  | Саб-вокалістка, саб-реперка                               |
| Джіхан              | Jihan               | 지한                | Хан Джіхьо    | Han Ji Hyo    | 한지효        | 12 липня 2004 (20 років)  | Провідна вокалістка                                       |
| Зоа                 | Zoa                 | 조아                | Чо Хевон      | Jo Hye Won    | 조혜원        | 31 травня 2005 (19 років) | Саб-вокалістка, саб-реперка, макне                        |
| Колишня учасниця    |                     |                     |               |               |               |                           |                                                           |
| Шін Джіюн           | Shin Jiyoon         | 신지윤              | Шін Джіюн     | Shin Jiyoon   | 신지윤        | 2 березня 2002 (23 роки)  | Провідна вокалістка, саб-реперка                          |

## Дискографія

### Мініальбоми
| Назва              | Деталі альбому                                                                                      | Пікові позиції у чартах | Продажі                  |
| Назва              | Деталі альбому                                                                                      | KOR                     | Продажі                  |
| ------------------ | --------------------------------------------------------------------------------------------------- | ----------------------- | ------------------------ |
| We Are             | - Реліз: 30 червня 2020 - Лейбл: Play M Entertainment - Формат: CD, цифрове завантаження, стриминг  | 16                      | - Південна Корея: 21,450 |
| We Can             | - Реліз: 13 жовтня 2020 - Лейбл: Play M Entertainment - Формат: CD, цифрове завантаження, стриминг  | 10                      | - Південна Корея: 26,459 |
| We Play            | - Реліз: 17 березня 2021 - Лейбл: Play M Entertainment - Формат: CD, цифрове завантаження, стриминг | 10                      | - Південна Корея: 42,739 |
| Play Game: Holiday | - Реліз: 4 серпня 2021 - Лейбл: Play M Entertainment - Формат: CD, цифрове завантаження, стриминг   | 4                       | - Південна Корея: 46,367 |
| ColoRise           | - Реліз: 1 листопада 2023 - Лейбл: IST Entertainment - Формат: CD, цифрове завантаження, стриминг   | 8                       | - Південна Корея: 72,250 |

### Сингл-альбоми
| Назва            | Деталі альбому | Пікові позиції у чартах | Продажі                  |
| Назва            | Деталі альбому | KOR                     | Продажі                  |
| ---------------- | --- | ----------------------- | ------------------------ |
| Play Game: Awake | - Реліз: 7 березня 2022 - Лейбл: IST Entertainment - Формат: CD, цифрове завантаження, стриминг Трек-лист 1. «Ven Para» 2. «Solar» 3. «Where Is My Love?» | 4                       | - Південна Корея: 83,189 |

### Сингли
| Назва                                                                        | Рік  | Пікові позиції у чартах | Пікові позиції у чартах | Пікові позиції у чартах | Пікові позиції у чартах | Альбом                |
| Назва                                                                        | Рік  | KOR                     | MYS                     | SGP                     | US World                | Альбом                |
| ---------------------------------------------------------------------------- | ---- | ----------------------- | ----------------------- | ----------------------- | ----------------------- | --------------------- |
| «Tag Me (@Me)»                                                               | 2020 | —                       | —                       | —                       | —                       | We Are                |
| «Zig Zag»                                                                    | 2020 | —                       | —                       | —                       | —                       | We Can                |
| «After School»                                                               | 2021 | 155                     | 16                      | 26                      | 21                      | We Play               |
| «Holiday Party»                                                              | 2021 | —                       | —                       | —                       | —                       | Play Game: Holiday    |
| «Ven Para»                                                                   | 2022 | —                       | —                       | —                       | —                       | Play Game: Awake      |
| «Love» (러브)                                                                | 2022 | —                       | —                       | —                       | —                       | From Kim Eana Part. 2 |
| «Airplane Mode»                                                              | 2022 | —                       | —                       | —                       | —                       | Listen-Up EP. 1       |
| «Happy Christmas»                                                            | 2022 | —                       | —                       | —                       | —                       | YAOKI Project Part. 1 |
| «Good Day (Special Daileee)»                                                 | 2023 | —                       | —                       | —                       | —                       | Сингли поза альбомом  |
| «Vroom Vroom»                                                                | 2023 | —                       | —                       | —                       | —                       | ColoRise              |
| «Stranger»                                                                   | 2024 | —                       | —                       | —                       | —                       | Сингли поза альбомом  |
| «—» denotes releases that did not chart or were not released in that region. |      |                         |                         |                         |                         |                       |

### Співпраця
| Назва                                                                 | Рік  | Альбом                |
| --------------------------------------------------------------------- | ---- | --------------------- |
| «Maboroshi Phone Booth» (환상공중전화) (виконують Лі Суджін з D-Hack) | 2021 | Maboroshi Phone Booth |

### Саундтреки
| Назва                                                                 | Рік  | Альбом                                 |
| --------------------------------------------------------------------- | ---- | -------------------------------------- |
| «Boom Chi Ki» (붐 치키)                                               | 2020 | Wannabe Ryan OST Part 1                |
| «Draw Into You» (너로 물든다는 것) (Виконує Monday)                   | 2020 | When I Was Most Beautiful OST Part 6   |
| «Wake Up»                                                             | 2021 | Hello, Me! OST Part 1                  |
| «Like A Star» (별처럼 니가 내려와) (Виконує Monday)                   | 2021 | Police University OST Part 2           |
| «Best Friend (We Can)»                                                | 2021 | The World of My 17 Season 2 OST Part 1 |
| «First Love» (니가조아) (Виконують Зоа з BUMKEY)                      | 2022 | 3.5th Period OST Part 3                |
| «Fall In Love» (사랑이 내 안에 들어와) (Виконують Пак Соин та Джіхан) | 2022 | Business Proposal OST Part 6           |

### Збірні виступи
| Назва                                                   | Рік  | Альбом                                                                             |
| ------------------------------------------------------- | ---- | ---------------------------------------------------------------------------------- |
| «Atlantis Princess» (Виконують Мондей та Інсон)         | 2022 | Watcha Original <Double Trouble> 1st EP 'Black Swan'                               |
| «Sonata of Temptation» (Виконують Мондей та Ім Сильон)  | 2022 | Watcha Original <Double Trouble> 2nd EP Crown 'Sonata Of Temptation'               |
| «Love Me Or Leave Me» (Виконують Мондей та Чан Хьонсин) | 2022 | Watcha Original <Double Trouble> 3rd EP CONCEPTUAL — Fantasy 'Love me or Leave me' |
| «Trouble Maker» (Виконують Мондей та Кім Донхан)        | 2022 | Watcha Original <Double Trouble> 4th EP LEGEND DUET — 'Trouble Maker'              |
| «Again & Again» (Виконують Мондей та Ім Сильон)         | 2022 | Watcha Original <Double Trouble> 5th EP History — 'Again & Again'                  |
| «Call» (매일밤)                                         | 2022 | Lee Hong-ki's Playlist [ONCE]                                                      |
| «What's Your Name?» (이름이 뭐예요?) (з Мун Чевоном)    | 2022 | Immortal Songs: Singing The Legend (New Kids On The Masterpieces Special)          |

### Інші композиції
- «Come To Play» (놀러와) (2020)[53]
- «7Days Tension» (텐션업) (2021)

## Фільмографія

### Телевізійні шоу
| Рік  | Назва                              | Роль                 | Нотатки     | Прим.  |
| ---- | ---------------------------------- | -------------------- | ----------- | ------ |
| 2021 | Kingdom: Legendary War             | Спеціальний оцінювач | Епізоди 7–8 | [ 54 ] |
| 2022 | Immortal Songs: Singing the Legend | Співачки             | Епізод 559  | [ 55 ] |
| 2022 | K-Producer Battle 'Listen-Up'      | Співачки             | Епізод 1    | [ 56 ] |
| 2022 | Idol Star Athletics Championships  | Конкурсантки         | Епізод 1-3  | [ 57 ] |

### Телесеріали
| Рік  | Назва           | Роль              | Нотатки          | Прим.  |
| ---- | --------------- | ----------------- | ---------------- | ------ |
| 2022 | Today's Webtoon | Грають самих себе | Камео (Епізод 1) | [ 58 ] |

### Веб-серіали
| Рік  | Назва               | Роль      | Нотатки      | Прим.  |
| ---- | ------------------- | --------- | ------------ | ------ |
| 2020 | Teenager To Do List | Студентки | Головна роль | [ 59 ] |

### Веб-шоу
| Рік       | Назва                      | Прим.  |
| --------- | -------------------------- | ------ |
| 2020      | The Weeekly Story          | [ 60 ] |
| 2020      | PlayM Hard Training Team   | [ 61 ] |
| 2020      | We Clear                   | [ 62 ] |
| 2021      | My First Time In My Life   | [ 63 ] |
| 2021      | Weeekly's Pension Vacation | [ 64 ] |
| 2021      | Weee: mergency             | [ 65 ] |
| 2021–2022 | Weeekly Time               | [ 66 ] |
| 2022      | Weeekly Daegu Tour V-log   | [ 67 ] |

## Відеографія

### Музичні кліпи
| Назва                   | Рік  | Режисер(и)                         | Прим.  |
| ----------------------- | ---- | ---------------------------------- | ------ |
| «Tag Me (@Me)»          | 2020 | Kim Jak-young (Flexible Pictures)  |        |
| «Zig Zag»               | 2020 | Kim Zi-yong (FantazyLab), Dee Shin |        |
| «After School»          | 2021 | Jimmy (Via Productions)            | [ 68 ] |
| «7days Tension»         | 2021 | Jimmy (Via Productions)            | [ 69 ] |
| «Holiday Party»         | 2021 | Jimmy (Via Productions)            | [ 70 ] |
| «Check It Out»          | 2021 | Lee Soo-jin, Monday, Shin Ji-yoon  | [ 71 ] |
| «Ven para»              | 2022 | Seo Dong-hyeok (Flipevil)          | [ 72 ] |
| «Top Secret (몰래몰래)» | 2022 | Lee Soo-jin, Monday                | [ 73 ] |
| «Love»                  | 2022 | Невідомий                          | [ 74 ] |

## Концерти

### Переддебютні концерти
- Favegirls 1st Pre-show <We?> (2018)[75]
- Favegirls Pre-show <We?>: Our Christmas (2018)[76]
- Favegirls Pre-show <We?>: Our New Days! (2019)[77]

### Участь в концертах
- KCON: TACT 4U (2021)[78]
- KCON: TACT HI 5 (2021)[79]
- 2021 Asia Song Festival (2021)[80]
- The 28th 2022 Dream Concert (2022)[81]
- HallyuPopFest London 2022 (2022)[82]

## Нагороди та номінації
| Нагорода                           | Рік  | Категорія                          | Номінант / робота | Результат   | Прим.   |
| ---------------------------------- | ---- | ---------------------------------- | ----------------- | ----------- | ------- |
| Asia Artist Awards                 | 2020 | Female Singer Popularity Award     | Weeekly           | Longlisted  | [ 83 ]  |
| Asia Artist Awards                 | 2021 | New Wave Singer Award              | Weeekly           | Перемога    | [ 84 ]  |
| Asia Artist Awards                 | 2021 | Female Idol Group Popularity Award | Weeekly           | Номінація   | [ 85 ]  |
| Asia Model Awards                  | 2020 | New Star Award — Female Group      | Weeekly           | Перемога    | [ 86 ]  |
| Brand of the Year Awards           | 2020 | Best Rookie Female Idol Award      | Weeekly           | Перемога    | [ 87 ]  |
| Brand of the Year Awards           | 2021 | Rising Star Female Idol            | Weeekly           | Перемога    | [ 88 ]  |
| Brand Customer Loyalty Awards      | 2021 | Best Female Rookie Award           | Weeekly           | Номінація   | [ 89 ]  |
| The Fact Music Awards              | 2020 | Next Leader Award                  | Weeekly           | Перемога    | [ 90 ]  |
| The Fact Music Awards              | 2020 | TMA Popularity Award               | Weeekly           | Номінація   | [ 91 ]  |
| The Fact Music Awards              | 2021 | Global Hottest Award               | Weeekly           | Перемога    | [ 92 ]  |
| The Fact Music Awards              | 2021 | Fan N Star Choice (Artist)         | Weeekly           | Номінація   | [ 93 ]  |
| Korea Culture Entertainment Awards | 2021 | K-Pop Star Award                   | Weeekly           | Перемога    | [ 94 ]  |
| Korea First Brand Awards           | 2021 | Rookie Female Idol Award           | Weeekly           | Перемога    | [ 95 ]  |
| Korea First Brand Awards           | 2022 | Female Idol Rising Star Award      | Weeekly           | Номінація   | [ 96 ]  |
| Korean Music Awards                | 2022 | Best K-pop Song                    | «After School»    | Номінація   | [ 97 ]  |
| Melon Music Awards                 | 2020 | New Artist of the Year — Female    | Weeekly           | Перемога    | [ 98 ]  |
| Mnet Asian Music Awards            | 2020 | Best New Female Artist             | Weeekly           | Перемога    | [ 99 ]  |
| Mnet Asian Music Awards            | 2020 | Artist of the Year                 | Weeekly           | Номінація   | [ 99 ]  |
| Mnet Asian Music Awards            | 2020 | Worldwide Icon of the Year         | Weeekly           | Номінація   | [ 99 ]  |
| Mnet Asian Music Awards            | 2021 | Worldwide Fan's Choice Top 10      | Weeekly           | Shortlisted | [ 100 ] |
| MTV Europe Music Awards            | 2021 | Best Korean Act                    | Weeekly           | Номінація   | [ 101 ] |
| Seoul Music Awards                 | 2021 | K-wave Popularity Award            | Weeekly           | Номінація   | [ 102 ] |
| Seoul Music Awards                 | 2021 | Popularity Award                   | Weeekly           | Номінація   | [ 102 ] |
| Seoul Music Awards                 | 2021 | Rookie of the Year                 | Weeekly           | Номінація   | [ 102 ] |

## Нотатки
1. ↑  Сингл «Holiday Party» не потрапив у Gaon Digital Chart, але посів 54 місце у Download Chart[46].
2. ↑  Сингл «Ven Para» не потрапив у Gaon Digital Chart, але посів 48 місце у Download Chart[47].
3. ↑  Сингл «Love» не потрапив у Circle Digital Chart, але посів 85 місце у component Download Chart[49].
4. ↑  Сингл «Good Day (Special Daileee)» не потрапив у Circle Digital Chart, але посів 92 місце у Download Chart[51].
5. ↑  Сингл «Vroom Vroom» не потрапив у Circle Digital Chart, але посів 84 місце у Download Chart[52].